# Хойнацкий, Александр Ромуальдович
Алекса́ндр Хойнацкий — киевский архитектор.

## Проекты
- Здание по Владимирской ул., 45А (1891)
- Доходный дом по М. Житомирской ул., 15 (1892)
- Доходный дом Е. Столяренко по ул. Андреевский спуск, 34
- Здание Южнороссийского общества торговли аптекарскими товарами по ул. Саксаганского, 108/16 (1899)
- Здание по Жилянской ул., 120А (1900)
- Здание по Софиевской ул., 9
- Здание по Львовской ул., 3
- Здание по ул. Саксаганского, 95Б
- Здание по Пушкинской ул., 34
- Здание по Прорезной ул., 17
- Здание по Прорезной ул., 19
- Здание по Владимирской ул., 45Б
- Доходный дом по ул. Крещатик, 50 (1882) (В 2003 достройка мансарды арх. Г. Духовичный).